# Eyalato de Uyvar
El eyalato de Uyvar (en turco otomano: ایالت اویوار; Eyālet-i Uyvar‎) fue un eyalato del Imperio otomano. 
Fue establecido durante el reinado de Mehmed IV. En 1663, la fuerza expedicionaria otomana dirigida por Köprülü Fazıl Ahmed derrotó a la guarnición de la monarquía Habsburgo de la ciudad de Uyvar (hoy conocida como Nové Zámky, Eslovaquia) y conquistó la región. La Paz de Vasvár reconoció el control otomano sobre el eyalato. Fue devuelto a Austria tras la firma del tratado de Karlowitz en 1699. 

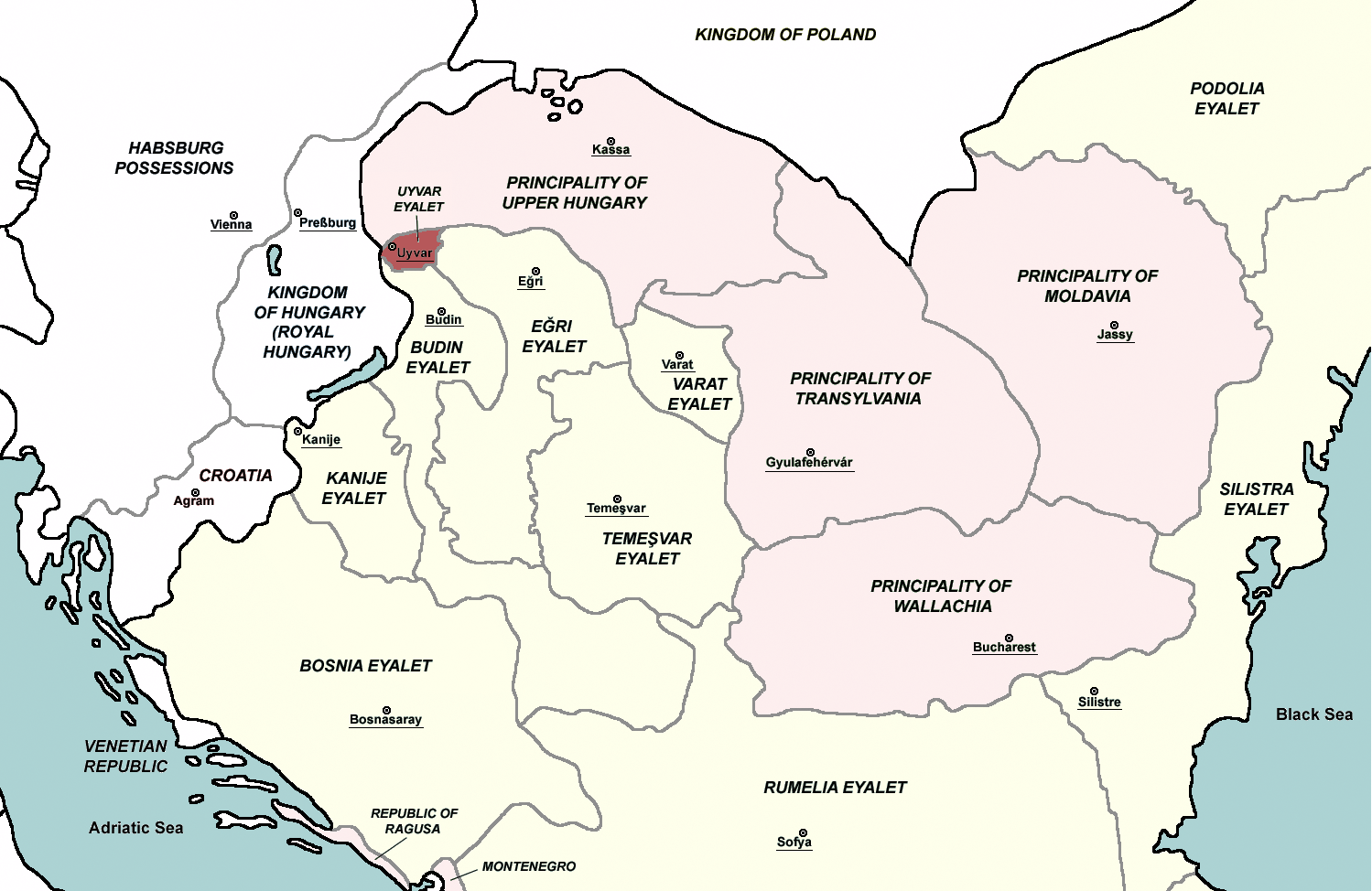
Ubicación en color rojo.

Los residentes de Uyvar pagaron 50 akçe por cabeza por Jizya en comparación con la tasa estándar de un ducado de oro (equivalente en el período a alrededor de 200 akçe). El pago de la provincia de una suma anual de 1.090.150 akçe al tesoro por 20.183 contribuyentes no musulmanes de Jizya, que ascendía a 50 akçe por cabeza.

## Divisiones administrativas
Los sanjacados de Uyvar en el siglo XVII:
1. Sanjacado de Leve
2. Sanjacado de Nógrád
3. Sanjacado de Holok
4. Sanjacado de Buják
5. Sanjacado de Şaşvar
6. Sanjacado de Nitra